# St. Francis Links Golf Club
De St. Francis Links Golf Club is een golfclub in Sint-Francisbaai, Zuid-Afrika. De club is opgericht in 2006 en heeft een 18-holes golfbaan met een par van 72.

## De baan
De golfbaan werd ontworpen door de golfbaanarchitect Jack Nicklaus. Nicklaus beplantte de fairways en de tees met kikuyugras, een tropische grassoort, en de greens met struisgras.

## Golftoernooien
- Vodacom Origins of Golf Tour: 2007, 2008, 2013 en 2014